# 柏林樂器博物館
柏林樂器博物館（德語：Musikinstrumenten-Museum Berlin）是位於德國柏林的一座博物館。

## 历史
柏林樂器博物館收藏展示了自16世紀以來的超過3500種樂器，是德國規模最大的樂器博物館之一，包括本傑明富蘭克林的玻璃口琴等珍貴藏品。

## 外部連結
- Official site （页面存档备份，存于） （德文）

52°30′37″N 13°22′15″E / 52.5103°N 13.3709°E